# Szczurów (województwo mazowieckie)
Szczurów – wieś w Polsce położona w województwie mazowieckim, w powiecie węgrowskim, w gminie Korytnica. Ma status sołectwa. 
Wierni Kościoła rzymskokatolickiego należą do parafii św. Jana Chrzciciela w Pniewniku.

## Historia
Nazwa wsi jest przeniesieniem nazwy wcześniejszego gniazda rodowego szlacheckiego rodu Szczurowskich herbu Prus, nieistniejącego dziś (ostatnie wzmianki pochodzą z końca XIX wieku) Szczurowa w ziemi zakroczymskiej (parafia Grodziec), do którego Prusowie przybyli najprawdopodobniej w XIV wieku.
Szczurowo (do XVII wieku funkcjonowała taka forma nazwy) w ziemi liwskiej (parafia Pniewnik) powstało na części wsi Kąty koło Liwa, którą nabył w pierwszej połowie XV wieku Andrzej ze Szczurowa, co potwierdza zachowany dokument źródłowy z 27 stycznia 1431 roku . Z kolei dokument księcia mazowieckiego Konrada III Rudego z 1476 roku wymienia w Szczurowie trzech synów Andrzeja, a mianowicie Ścibora, Zbrosława i Piotra. Zbrosław w roku 1474 otrzymał nadanie od ww. księcia Konrada w Goźdźcu (obecnie Gójszcz) przy granicy z Kałuszynem – obszar dzisiejszych części Gójszcza: Zbrożki i Skrzeki (do XVI wieku Szczurowo) . Jego synowie, Piotr i Łukasz, dali początek rodom Gójskich-Skrzeków i Zbrożków, co oznacza, że przedstawiciele dwóch powyższych rodów są rodowcami Szczurowskich i de facto stanowią z nimi jeden ród. Potomkowie Ścibora, Piotra oraz najstarszego syna Zbrosława, który pozostał na dziale w Szczurowie w parafii Pniewnik – Jana przyjęli nazwisko Szczurowski, które wykształciło się na przełomie XV i XVI wieku.
Z zachowanych rejestrów podatkowych wynika, że w roku 1665 w Szczurowie było 7 dymów i mieszkało tam 45 osób. Natomiast w roku 1673 podatkiem objęto już tylko 24 osoby, zaś w roku 1676 ledwie 15 osób. W roku 1790 w Szczurowie było 7 dymów i około 20 osób. W 1827 roku odnotowano w Szczurowie 15 domów i 83 mieszkańców, natomiast w roku 1890 już tylko 10 domów i 17 mieszkańców, co zapewne było efektem dwóch powstań narodowych (listopadowego i styczniowego), które bardzo dotknęły ziemię liwską.
W styczniu 2011 roku w Szczurowie były 22 gospodarstwa rolne i 73 mieszkańców; nie mieszkają tam już żadni Szczurowscy.